# Урагами Гёкудо
Урагами Гёкудо (яп. 浦上玉堂, うらかみぎょくどう; 1745 ― 10 октября 1820) — японский культурный деятель, художник, музыкант и поэт периода Эдо. Представитель стиля «нан-га». Настоящее имя — Урагами Кохицу (浦上考弼). Псевдонимы — Бокусай (穆斎), Гёкудо (玉堂).

## Краткие сведения
Урагами Гёкудо родился 1745 года в Камогата-хан, в самурайской семье. В возрасте семи лет он потерял отца и стал главой рода Урагами, который служил государю Икеде Масаке. Первую половину жизни Гёкудо провел, поднимаясь по чиновничьей иерархической лестнице. Его наивысшим достижением на этом пути было назначение на должность старшего инспектора «о-мецуке».
В возрасте 43 лет Гёкудо был уволен из инспекторства и переведен на формальную должность, которая давала ему много свободного времени. Он отправился в Эдо, где начал изучать неоконфуцианство чжусианского течения. Однако вскоре Гёкудо изменил лектора и перешел к изучению гуманистического янминского течения и японской классики. В то же время он увлекся игрой на семиструнном «кото» и стал учеником мастера Такие Ранкея.
С конца 1770-х годов Гёкудо заводил знакомства с передовыми японскими деятелями культуры, а также начал рисовать и писать стихи. В 1794 году он внезапно отправился в путешествие без разрешения обладателя Камогати-хану, выразив таким образом свой протест против реформ Кансей и запрета янминства. Остаток жизни Гёкудо проводил в путешествиях Японией, играя на «кото» и рисуя картины. В пожилом возрасте он поселился в Киото, где и умер 10 октября 1820 года.
Гёкудо не имел должного художественного образования и научился рисовать самостоятельно. Зрелыми работами художника считаются те, которые были написаны им в возрасте 60 — 70 лет. В этот период он выработал собственный стиль тушевых пейзажей. Его самыми известными произведениями являются зимний пейзаж «Снега восточных облаков» и осенний пейзаж «Червленые горы». Гёкудо также оставил значительное поэтическое и музыкальное наследие.